# Forte de Âncora
O Forte de Âncora, também referido como Forte da Lagarteira, localiza-se no antigo lugar da Lagarteira, atual cidade e freguesia de Vila Praia de Âncora, no município de Caminha, distrito de Viana do Castelo, em Portugal.
Sobre uma elevação rochosa na margem direita da foz do rio Âncora, em posição dominante sobre a praia, defendia aquele porto e povoação pesqueira, coadjuvando a defesa da Praça-forte de Caminha.
Encontra-se classificado como Imóvel de Interesse Público desde 1967.

## História
Acredita-se que a primitiva ocupação humana da foz do rio Âncora seja anterior à Invasão romana da Península Ibérica, mas foi neste período que adquiriu importância graças à extração de minérios na região.
Segundo a tradição, a toponímia Âncora se liga ao episódio do afogamento, nas águas daquele rio, da rainha D. Urraca com uma âncora atada ao pescoço, como punição por adultério pelo seu esposo, Ramiro II de Leão.
Embora alguns autores acreditem que a moderna fortificação do local remonte à época da Guerra da Restauração (1640-1668), é mais correto atribuí-la ao reinado de Pedro II de Portugal (1667-1705), que fez reforçar as defesas da linha fronteiriça do rio Minho e da costa oceânica ao sul da sua foz. Para este local foi determinada a edificação de duas estruturas marítimas: o Forte do Cão, na Gelfa, cobrindo a foz do rio, e o Forte da Lagarteira, cobrindo o portinho a norte da povoação, este último tendo sido iniciado em 1690. Na mesma época e região foram erguidos ainda o Forte de Montedor e o Forte da Areosa, este último próximo a Viana do Castelo.
Em 1955 foi objeto de obras de conservação a cargo da Direcção Geral dos Edifícios e Monumentos Nacionais (DGEMN).
No início da década de 1980 sofreu obras de consolidação e beneficiação. Em 1997 voltou a sofrer atenções, quando sofreu novas beneficiações e trabalhos de revisão e conservação.

### Espaço da Memórias do Mar de Vila Praia de Âncora
Em 2025 foi sujeito a um projeto de recuperação e valorização com um investimento da ordem dos 200 mil euros. A obra permite instalar no Forte o Espaço de Memórias do Mar de Vila Praia de Âncora.
O Espaço da Memórias do Mar de Vila Praia de Âncora é um Núcleo Museológico dedicado ao património cultural e natural marítimo da costa do concelho de Caminha. Nele, os visitantes poderão conhecer as raízes históricas desta povoa marinheira e a rica biodiversidade da costa. O mar foi, desde a origem, o garante económico de gerações e gerações de habitantes de Vila Praia de Âncora. Vai ser inaugurado no próximo dia 7 de julho de 2025.

## Características
Fortificação marítima abaluartada de pequenas dimensões, apresenta planta poligonal estrelada, formada por quatro baluartes lateriais e bateria ressaltada pelo lado do rio. Os seus muros, em cantaria de pedra, apresentam guaritas facetadas nos vértices.
Por sobre o portão de armas inscreve-se a pedra com as armas reais.
No terrapleno erguem-se três edificações com cobertura de uma água e duas rampas de acesso ao adarve e eirado. Os quartéis, abobadados, contam com lareiras.
Nas canhoneiras da bateria, podem ser observadas antigas peças de artilharia.